# Arnaud Petit
Arnaud Petit (Albertville, 17 de febrero de 1971) es un deportista francés que compitió en escalada, especialista en la prueba de dificultad.
Ganó una medalla de plata en el Campeonato Mundial de Escalada de 1995 y una medalla de oro en el Campeonato Europeo de Escalada de 1996.

## Palmarés internacional
| Campeonato Mundial | Campeonato Mundial | Campeonato Mundial | Campeonato Mundial |
| Año                | Lugar              | Medalla            | Prueba             |
| ------------------ | ------------------ | ------------------ | ------------------ |
| 1995               | Ginebra (Suiza)    | Medalla de plata   | Dificultad         |
| Campeonato Europeo |                    |                    |                    |
| Año                | Lugar              | Medalla            | Prueba             |
| 1996               | París (Francia)    | Medalla de oro     | Dificultad         |